# Авиационные происшествия Аэрофлота 1966 года

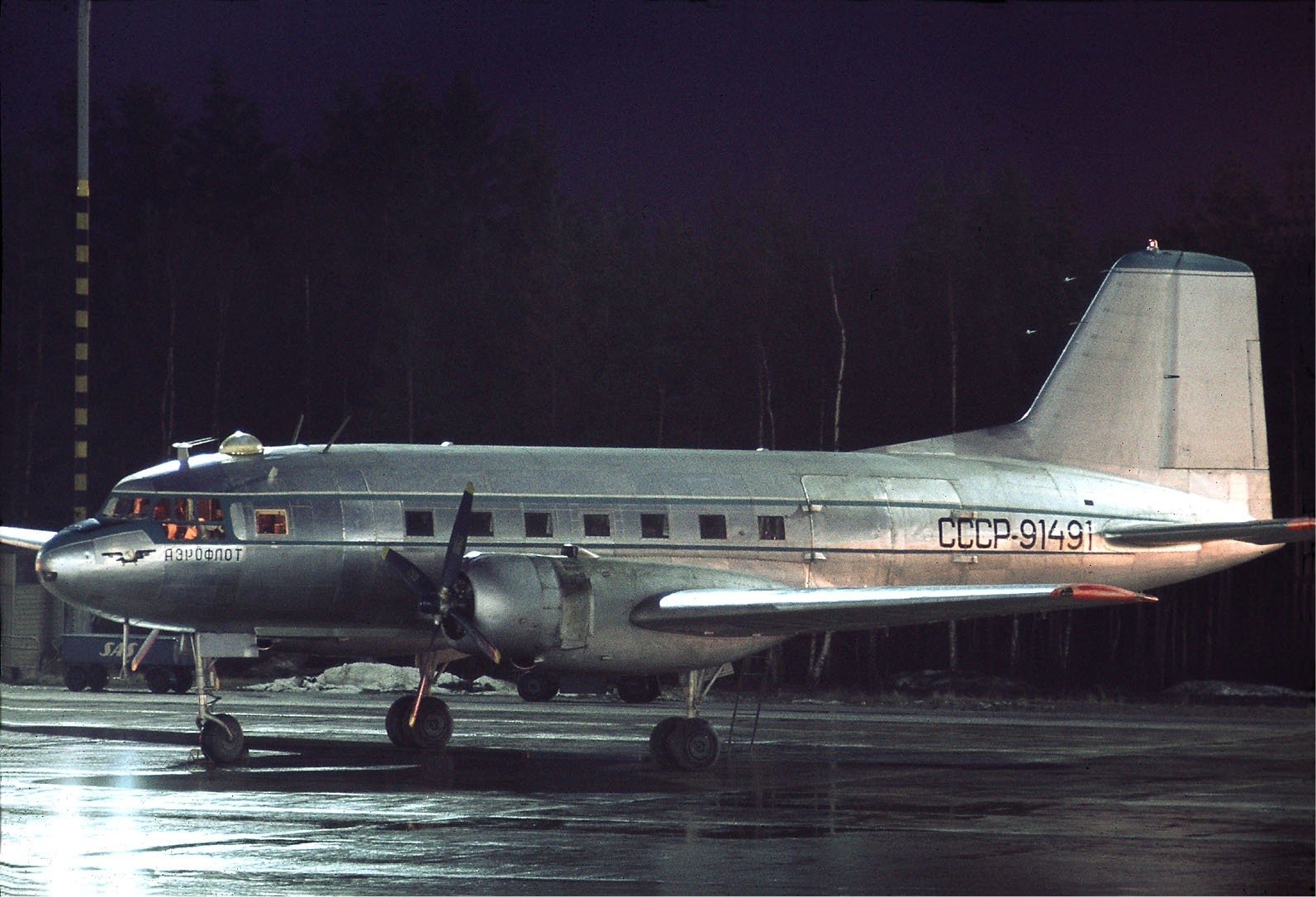
Ил-14 предприятия «Аэрофлот»

Авиационные происшествия и инциденты, включая угоны, произошедшие с воздушными судами Министерства гражданской авиации СССР (Аэрофлот) в 1966 году.
В этом году крупнейшая катастрофа с воздушными судами предприятия «Аэрофлот» произошла 23 апреля к югу от Баку, когда самолёт Ил-14П из-за отказа двигателей совершил вынужденное приводнение на поверхности Каспийского моря во время шторма и затонул, при этом погибли 33 человека (подробнее…).

## Список
Отмечены происшествия и инциденты, когда воздушное судно было восстановлено.
| Дата                  | Место                                                                        | ВС      | Бортовой номер | Управление             | Жертв | Описание | И      |
| --------------------- | ---------------------------------------------------------------------------- | ------- | -------------- | ---------------------- | ----- | --- | ------ |
| 1 января 1966 года    | Камчатская область, 60 км от Петропавловска-Камчатского                      | Ил-14П  | 61618          | Магаданское            | 23/23 | Столкновение с горой из-за потери высоты после отказа двигателя в условиях турбулентности (подробнее…) | [ 1 ]  |
| 14 января 1966 года   | Нуратинский район, 3,4 км от Шамурата, 24 км ЮЮЗ Нураты                      | Ан-2Т   | 02185          | Узбекское              | 11/11 | Столкновение с горой из-за потери высоты при обходе хребта в условиях турбулентности и обледенения | [ 2 ]  |
| 22 января 1966 года   | Нижневартовский район, озеро Тормэмтор, 45 км СЗ Ларьяка                     | Ми-1    | 14870          | Уральское              | 2/2   | Врезался в лёд озера из-за дезориентации пилота в условиях метели | [ 3 ]  |
| 30 января 1966 года   | Великая Виска, Кировоградская область                                        | Ан-2Р   | 02851          | Кировоградская ШВЛП ГА | 1/6   | В тренировочном полёте потерял высоту и врезался в землю из-за ошибок курсанта в пилотировании при уклонении от столкновения с вышкой | [ 4 ]  |
| 16 февраля 1966 года  | Большая Вяткина, 40 км С Печоры                                              | Ил-14М  | 52058          | Сыктывкарская ОАГ      | 26/26 | Потерял управление и упал в болото после пожара и отделения двигателя (подробнее…) | [ 5 ]  |
| 17 февраля 1966 года  | Шереметьево, Москва                                                          | Ту-114  | 76491          | ТУ МВЛ                 | 21/66 | При ночном взлёте в СМУ врезался в сугроб и потеряв скорость упал после взлёта (подробнее…) | [ 6 ]  |
| 21 февраля 1966 года  | Чукотский АО, 6 км от Баранихи                                               | Ан-2Т   | 79943          | Магаданское            | 0/2   | Столкновение с горой при заходе на посадку из-за преждевременного снижения в условиях белой мглы | [ 7 ]  |
| 26 февраля 1966 года  | мыс Налычева, Елизовский район, 45 км СВ Халактырки                          | Ан-2Т   | 79910          | Дальневосточное        | 3/3   | Столкновение с горой после уклонения от трассы и снижения под безопасную высоту | [ 8 ]  |
| 2 марта 1966 года     | Амурский район, 16 км З Голубичного                                          | Ан-2Т   | 79860          | Дальневосточное        | 2/2   | В тренировочном полёте по неустановленной причине врезался в землю (пожар на борту, либо дезориентация пилотов) | [ 9 ]  |
| 25 марта 1966 года    | 12 км ЮВ Раменского                                                          | Ли-2    | 65710          | СПиМВЛ                 | 9/9   | В тренировочном полёте из-за турбулентности отделился концевой обтекатель крыла, ударивший по рулю высоты; неуправляемый самолёт упал на землю. | [ 10 ] |
| 26 марта 1966 года    | Абрау-Дюрсо, близ Новороссийска                                              | L-200A  | 34426          | Северо-Кавказское      | 5/5   | Столкновение с горой после уклонения от трассы (подробнее…) | [ 11 ] |
| 11 апреля 1966 года   | Сургутский район, Ляминский Сор, 2 км СВ Песчаного                           | Ми-1М   | 68046          | Уральское              | 1/1   | При развороте над замёрзшим озером во время снегопада из-за дезориентации пилота потерял высоту и врезался в лёд | [ 12 ] |
| 23 апреля 1966 года   | Каспийское море, Ю от Баку, 18—20 км Ю Наргена                               | Ил-14П  | 68046          | Азербайджанское        | 33/33 | Вынужденное приводнение в шторм после отказа двигателей (подробнее…) | [ 13 ] |
| 23 апреля 1966 года   | 12 км В Лабинска                                                             | Ан-2Р   | 02807          | Северо-Кавказское      | 3/3   | При авиационно-химических работах в ходе разворота, из-за отвлечения экипажа от пилотирования, потерял высоту и врезался в землю | [ 14 ] |
| 9 мая 1966 года       | Наро-Фоминский район, между Толстопальцевом и Кокошкином                     | Ту-124В | 45079          | Литовское              | 0/?   | Вынужденная посадка на поле | [ 15 ] |
| 15 мая 1966 года      | Енисейский район, 10 км ЮВ Назимова                                          | Ми-1    | 40363          | Красноярское           | 1/2   | При выходе из метели из-за турбулентности потерял высоту и врезался в землю | [ 16 ] |
| 13 июня 1966 года     | Минск                                                                        | Ту-124  | 45079          | Московское             | 0/?   | При посадке в СМУ выкатился за пределы ВПП | [ 17 ] |
| 24 июня 1966 года     | Артени, Талинский район                                                      | Ан-2СХ  | 01127          | Армянское              | 1/3   | При авиационно-химических работах столкнулся с ЛЭП | [ 18 ] |
| 25 июня 1966 года     | Средигорное, Зыряновский район                                               | Ми-1    | 17937          | Казахское              | 1/1   | При уклонении от ЛЭП в ходе авиационно-химических работ из-за ударов лопастей несущего винта отделилась хвостовая балка | [ 19 ] |
| 9 июля 1966 года      | Рынок Лиманский район                                                        | Як-12М  | 05776          | Азербайджанское        | 2/2   | Из-за ошибок малоопытного пилота, при развороте вошёл в штопор и врезался в землю посреди села | [ 20 ] |
| 20 июля 1966 года     | Кунцевщина, Минский район                                                    | Як-12М  | 56478          | Белорусское            | 1/1   | При уклонении от ЛЭП в ходе авиационно-химических работ перешёл в сваливание и врезался в землю | [ 21 ] |
| 27 июля 1966 года     | Магаданская область, 80 км от Гижиги                                         | Ан-2Т   | 35474          | Магаданское            | 0/4   | Вынужденная посадка в тундре после отказа двигателя | [ 22 ] |
| 27 июля 1966 года     | Запорожская область                                                          | Ту-124В | 45079          | Приволжское            | 1/90  | Выполняя рейс «Казань—Симферополь» перегруженный самолёт неожиданно перешёл в пике и потерял более 4 км высоты, прежде чем экипаж восстановил нормальный полёт; один из пассажиров умер от сердечного приступа.                                         | [ 23 ] |
| 3 августа 1966 года   | Батуми                                                                       | Ан-2    | н.д.           | Грузинское             | 0/?   | Попытка захвата рейса «Поти—Батуми» тремя вооружёнными преступниками. С помощью манёвров в воздухе пилоты смогли сбить угонщиков с ног, после чего последние были обезоружены остальными пассажирами. Пилоты были награждены орденами Красного Знамени. | [ 24 ] |
| 10 августа 1966 года  | Кондинский район, 95 км СВ Гари                                              | Ми-1М   | 17917          | Уральское              | 1/3   | Вынужденная посадка на лес после полного отказа двигателя | [ 25 ] |
| 14 августа 1966 года  | Павлодарская область, 18 км В Экибастуза                                     | Як-12А  | 90683          | Казахское              | 2/2   | Из-за воздушного хулиганства (выполнение «горок» на малой высоте) нетрезвого пилота перешёл в сваливание и упал на землю | [ 26 ] |
| 27 августа 1966 года  | Талаги, Архангельск                                                          | Ил-18В  | 75552          | Латвийское             | 0/121 | При взлёте выкатился вправо за пределы ВПП из-за застопоренного рулевого управления вследствие ошибок экипажа (подробнее…) | [ 27 ] |
| 7 сентября 1966 года  | Горно-Бадахшанская АО, устье Бартанга, 60 км З Мургаба                       | Ан-2Т   | 79816          | Таджикское             | 6/6   | Столкновение со скалами при вынужденной посадке из-за пожара на борту | [ 28 ] |
| 9 сентября 1966 года  | Чёрное море, близ Батуми, 2 км от мыса Цихисдзири                            | Ан-2ТП  | 79816          | Грузинское             | 1/12  | Вынужденное приводнение после полного отказа двигателя (подробнее…) | [ 29 ] |
| 25 сентября 1966 года | Шапта, Кикнурский район                                                      | Як-12   | 56409          | Северное               | 1/1   | Из-за воздушного хулиганства (выполнение фигур пилотажа на малой высоте в самовольном вылете) пьяного пилота врезался в деревья и строения | [ 30 ] |
| 27 октября 1966 года  | Багратионовский район, колхоз «Путь к коммунизму», между Вишняками и Минином | Як-12М  | 56409          | Белорусское            | 1/1   | В ходе авиационно-химических работ из-за ошибок в пилотировании вошёл в штопор при развороте и врезался в землю | [ 31 ] |
| 22 ноября 1966 года   | Алма-Ата                                                                     | Ил-18Б  | 75665          | Казахское              | 3/68  | Из-за отказа двигателя при взлёте отклонился вправо и выкатился с ВПП, врезавшись в препятствия (подробнее…) | [ 32 ] |
| 14 декабря 1966 года  | Ромитанский район, 30 км ЮВ Кызылравата                                      | Ми-4А   | 75665          | Узбекское              | 5/7   | Пожар на борту из-за воспламенения паров бензина (из дополнительного топливного бака) в грузовой кабине | [ 33 ] |
| 18 декабря 1966 года  | Зафарабадский район, близ Зафарабада, 12 км ЮЗ Урсатьевской                  | Ан-2Р   | 46601          | Таджикское             | 2/2   | Упал после взлёта из-за ошибок в пилотировании; командир был сильно пьян | [ 34 ] |
| 29 декабря 1966 года  | Юргинское, Юргинский район                                                   | Як-12А  | 14149          | Тюменское              | 1/4   | При уходе на второй круг перешёл в сваливание и потеряв высоту врезался в деревья и строения | [ 35 ] |